# Графиня д’Эскарбанья (пьеса)
«Графи́ня д`Эскарба́нья» (фр. La Comtesse d'Escarbagnas) — театральная комедия-балет Мольера, созданная по заказу Людовика XIV для свадьбы его овдовевшего брата с немецкой принцессой. Спектакль должен был, прежде всего, впечатлить немецкий королевский двор.

## Действующие лица
- Графиня д’Эскарбанья.
- Граф — сын графини.
- Виконт — возлюбленный Юлии.
- Юлия — возлюбленная виконта.
- Тибодье — советник, возлюбленный графини.
- Гарпен — сборщик податей, другой возлюбленный графини.
- Бобине — наставник графа.
- Андре — служанка графини.
- Жанно — лакей Тибодье.
- Крике — лакей графини.